# Gnophos mutilata
Gnophos mutilata là một loài bướm đêm trong họ Geometridae.